# Wilhelmina a Țărilor de Jos
Wilhelmina (Wilhelmina Helena Pauline Maria), (n. 31 august 1880, Haga, Olanda de Sud, Țările de Jos – d. 28 noiembrie 1962, Apeldoorn, Gelderland, Țările de Jos) a fost regina Țărilor de Jos din 1890 până în 1948. A domnit timp de aproape 58 de ani, cea mai lungă domnie a unui monarh olandez.

## Primii ani

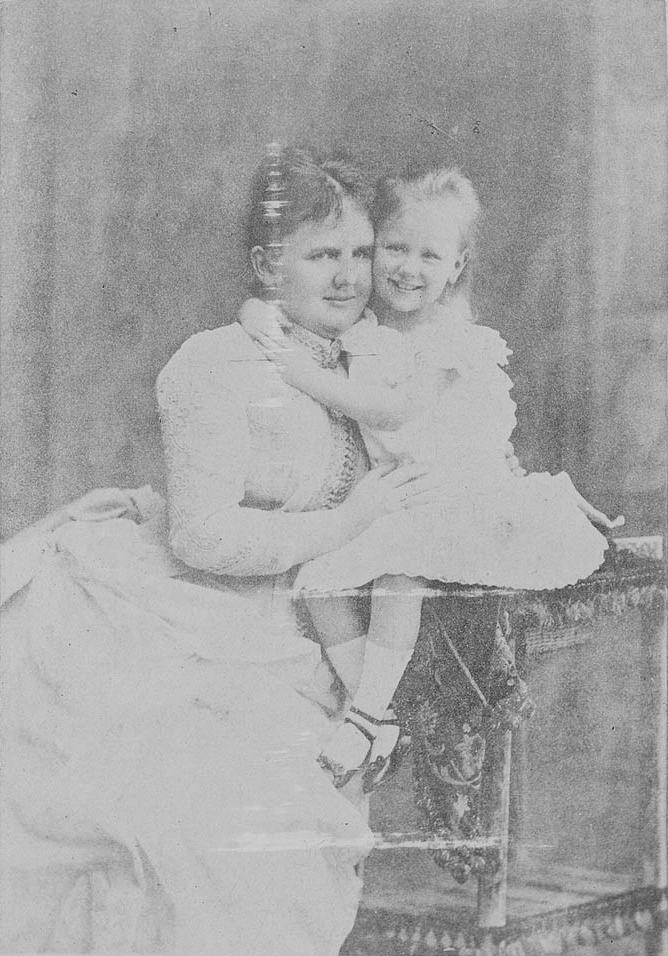
Regina Emma și prințesa Wilhelmina, 1885

Prințesa Wilhelmina Helena Pauline Marie a Olandei, Prințesă de Orange-Nassau, s-a născut la 31 august 1880 la Haga, Olanda. A fost singura dintre copiii regelui William al III-lea al Olandei și ai celei de-a doua soții, Emma de Waldeck și Pyrmont, care a supraviețuit până la maturitate. Copilăria ei a fost caracterizată prin relația strânsă pe care a avut-o cu părinții ei, în special cu tatăl ei, care împlinise 63 de ani la nașterea ei.
Regele William a avut trei băieți cu prima soție, Sofia de Württemberg. Totuși, când s-a născut Wilhelmina, numai Prințul Alexandru mai trăia, așa încât prințesa era a doua în ordinea succesiunii la tronul olandez. Când Wilhelmina avea patru ani, fratele său vitreg a murit, iar ea a devenit moștenitoare prezumptivă.
Regele William al III-lea a murit la 23 noiembrie 1890, iar Prințesa Wilhelmina a devenit regina Olandei. Wilhelmina fiind minoră, mama ei, Emma, a fost numită regentă.
Wilhelmina a fost educată la castelul Het Loo, unde a fost izolată de către mama sa, care i-a impus un regim de lucru foarte strict. Pe tot timpul regenței, Emma și-a ținut fiica închisă ca într-o “colivie”, ferind-o de orice contact cu persoanele străine.

## Regină

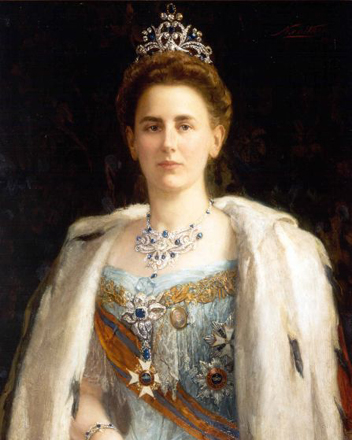
Portret al reginei Wilhelmina, circa 1898

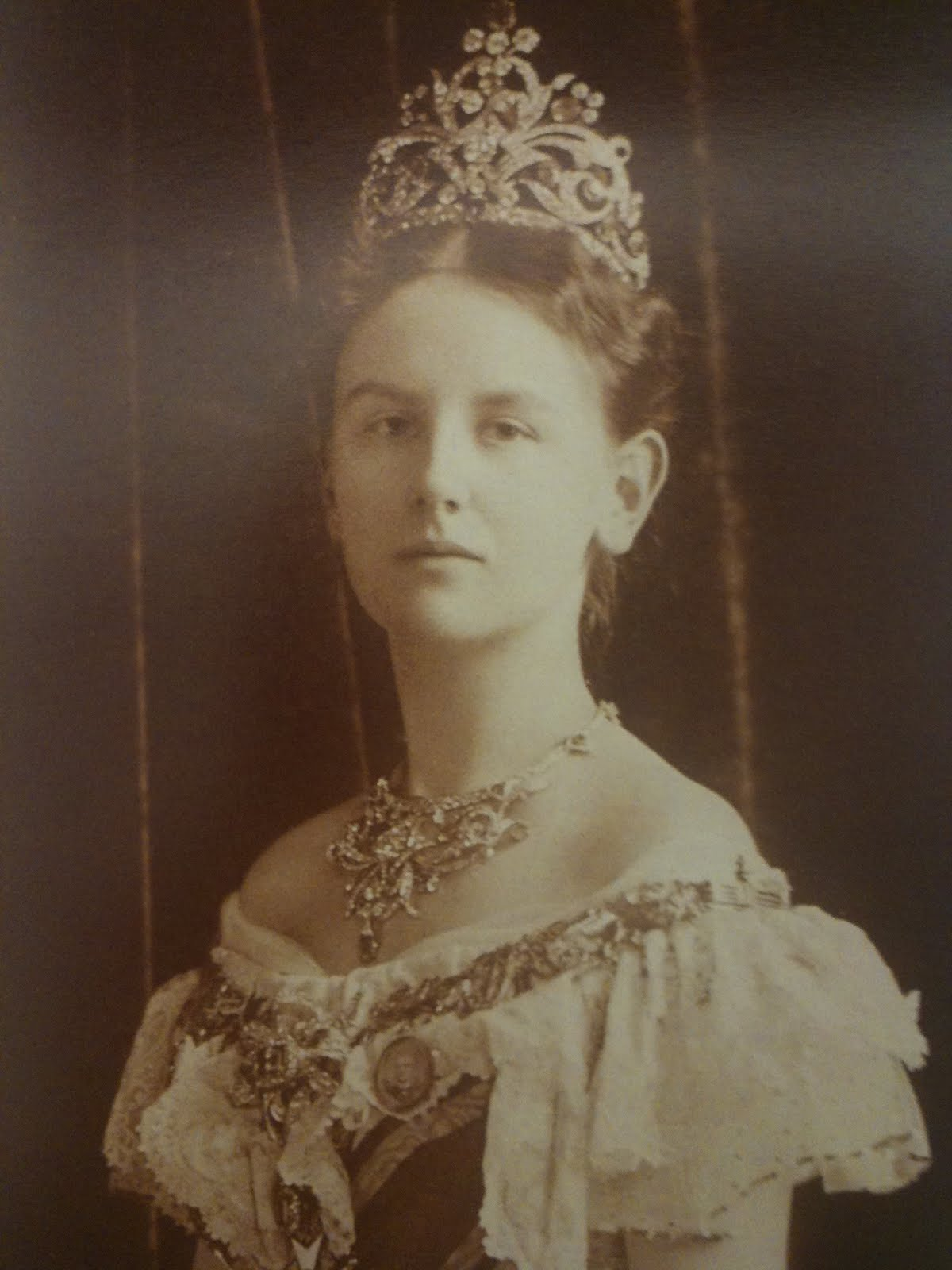
Portret al reginei Wilhelmina, 1901

Wilhelmina a fost încoronată la 6 septembrie 1898.
La 7 februarie 1901, la Haga, Wilhelmina s-a căsătorit cu Hendrik, Duce de Mecklenburg-Schwerin. La 30 aprilie 1909 s-a născut singurul copil al cuplului, Juliana a Olandei.
Poreclită "regina de oțel", ea va da dovadă de mult curaj în timpul celor două războaie mondiale pe care le traversează ca regină. În anul 1918 reușește să țină de partea sa opinia publică, în timp ce multe tronuri europene se clătinau sub presiunea social-democraților, care cer abolirea monarhiei. Ea acordă azil lui Wilhelm al II-lea al Germaniei și refuză să-l extrădeze atunci când se fac presiuni asupra sa. 
La 13 mai 1940, în pragul capitulării armatei neerlandeze, regina, împreună cu tot guvernul se autoexilează (ajunge la Londra, unde o primește regele George al VI-lea) și refuză să accepte înfrângerea, continuând lupta din exil.
Revine în țară la 5 mai 1945, după capitularea Germaniei. Din motive de sănătate, la 4 septembrie 1948, după o domnie de aproape 58 de ani, abdică în favoarea unicei sale fiice, Juliana, și se retrage la castelul Het Loo, dedicându-se pasiunii ei, pictura.
Wilhelmina moare la castelul Het Loo la vârsta de 82 de ani, la 28 noiembrie 1962, și este înmormântată în cripta familiei regale olandeze, la Nieuwe Kerk în Delft, la 8 decembrie.